# 尤里·丹尼尔
尤里·馬爾科維奇·丹尼爾（俄語：Ю́лий Ма́ркович Даниэ́ль，1925年11月15日—1988年12月30日），是苏联的作家、诗人、翻译家，持不同政见者。1965年与安德烈·陀纳妥维奇·西尼亚夫斯基一同被捕受审，被判5年劳改。萨哈罗夫曾为他求情。

## 早年
尤里·丹尼爾於1925年11月15日出生於莫斯科，是俄國猶太裔意第緒劇作家M.丹尼爾之子。
丹尼爾與拉里莎·波哥拉茲結婚，後者後來是著名的持不同政見者。

## 審判
尤里於1959年以化名尼古拉·阿爾扎克（Nikolai Arzhak）發表的作品《莫斯科談話》引起了克格勃的注意。克格勃開始調查丹尼爾與西尼亞夫斯基在西方發表的異見作品，並將他們的假名與真實身份聯繫起來。丹尼爾和辛尼亞夫斯基被克格勃持續監查了幾年。
1965年9月，丹尼爾與西尼亞夫斯基因其在國外出版的文學作品而被捕，並在臭名昭著的丹尼爾-西尼亞夫斯基審判（Sinyavsky-Daniel trial）中受審。蘇聯檢察官非法指控丹尼爾和西尼亞夫斯基在國外出版材料或使用化名，因為根據蘇聯法律，兩者都是合法的。他們被指控犯有刑法第70條反蘇煽動和宣傳罪。兩位作家提出了無罪辯護，這對於這種情況裡的蘇聯被告來說是不尋常的。1966年2月14日，丹尼爾因「反蘇活動」被判處5年徒刑，西尼亞夫斯基被判處7年徒刑。
1967年，薩哈羅夫代表丹尼爾直接向當時的克格勃主席安德羅波夫上訴。薩哈羅夫被告知，十月革命五十週年之際，丹尼爾和辛尼亞夫斯基將在大赦之下獲釋，但這被證明是錯誤的，因為大赦不適用於政治犯。丹尼爾被囚禁在杜布拉夫古拉格四年，莫爾多維亞的古拉格和弗拉基米爾監獄一年。

## 後期
丹尼爾後按照蘇聯對持不同政見者的方式獲釋並拒絕移民，並在移居莫斯科之前住在卡盧加。
弗雷德·科爾曼（Fred Coleman）表示：歷史學家現在可以毫不費力地指出現代蘇聯持不同政見者運動的起源。該運動始於1966年2月。

## 作品
- 《 Говорит Москва: Повесть》（1962年）
- 《Руки. Человек из МИНАПа: Рассказы》（1963年）
- 《Искупление: Рассказ》（1964年）
- 《Стихи из неволи》（1971年）